# Miguel Bover Salom
Miguel Bover Salom (* 12. Oktober 1896 in Son Sardina, Palma; † 10. Oktober 1977 ebenda) war ein spanischer Radrennfahrer. 
Miguel Bover Salom war Profi von 1917 bis 1926. In diesen Jahren wurde er fünfmal spanischer Meister. 1920 errang er den nationalen Titel im Straßenrennen. 1917 sowie von 1924 bis 1926 dreimal in Folge wurde er spanischer Meister im Steherrennen.
Miguel Bover Salmon war der Vater der beiden Radrennfahrer Miguel und Juan Bover Pons. Juan Pons war balearischer Meister im Sprint. Der Sohn Miguel, mehrfacher spanischer Meister in der Einerverfolgung und Gewinner der Andalusien-Rundfahrt 1956, starb 1966 während der Jagd an Kreislaufversagen. Ein weiterer Sohn, Pedro, verunglückte 1940 tödlich auf der Radrennbahn Tirador (Palma) bei einem Zweier-Mannschaftsfahren.